# Gekko (processore)
Gekko è un microprocessore sviluppato da IBM per la console da gioco GameCube di Nintendo. Il processore è frutto di una collaborazione dal valore di 1 miliardo di dollari attuata dalle due società nel 1999. La produzione del processore iniziò nel 2000, un anno prima della commercializzazione della console, e si concluse nel 2007, con la fine della produzione della console.

## Caratteristiche
Gekko è un processore derivato dal "PowerPC 750", della famiglia IBM PowerPC G3. La CPU cache di primo livello è larga 64 kB (32 kB per le istruzioni, 32 kB per i dati) e permette una associatività per la memoria a 8 vie (8-way set-associative), quella di secondo livello da 256 kB permette invece una associatività a 2 vie (2-way set-associative) ed estensioni vettoriali costituite da appena 50 nuove istruzioni. Ulteriori modifiche, oltre alle estensioni delle istruzioni, riguardano l'unità di calcolo in virgola mobile, modificata per elaborare due valori in precisione singola per ciclo anziché un singolo valore in precisione doppia. Di conseguenza, ciascun registro in virgola mobile può memorizzare un solo valore a 64 bit o due valori a 32 bit. Le istruzioni possono anche essere caricate in numeri interi a 8–16 bit, nei registri, effettuando poi una conversione in tempo reale in virgola mobile. La performance complessiva in virgola mobile può raggiungere un picco di 1,9 GFLOPS. Secondo il benchmark "Dhrystone 2.1" la performance complessiva in MIPS, può raggiungere le 1125 MIPS.
Con una frequenza di 485 MHz, Gekko ha una dissipazione di potenza pari a 4,9 W circa, con una litografia a 180 nm (ovvero 0,18 μm). Considerando la frequenza RAM principale della console, a 324 MHz, e un bus di dati a 64 bit, la CPU ha una velocità di trasmissione di circa 2,6 GB/s. Il bus rimane a 64 bit con "Flipper", l'unità di elaborazione grafica, ma, ad una frequenza di 162 MHz, la trasmissione dei dati si abbassa a 1,3 GB/s.